# Second Star to the Right
Second Star to the Right es el vigésimo primer episodio de la segunda temporada de la serie de televisión estadounidense de fantasía y drama Once Upon a Time. El episodio se transmitió originalmente en los Estados Unidos el 05 de mayo de 2013, mientras que en América Latina el episodio debutó el 13 de junio de 2013. El episodio fue coescrito por Ian Golberg y Andrew Chambliss y la dirección general del episodio estuvo a cargo de Ralph Hemecker.
En este episodio Emma, Neal, Mary Margaret y David comienzan la búsqueda por una desaparecida Regina, quien a espaldas de todo el pueblo está siendo torturada por Greg Mendell y Tamara, los dos forasteros del pueblo. Por otra parte, el Sr. Gold intenta revelarle a Lacey de una vez por todas la existencia de la magia. En el pasado de Neal, como Bealfire se topa con una niña británica de nombre Wendy y su familia, los Darling.

## Argumento

### En el pasado de Baelfire
El hijo de Rumplestiltskin se encuentra en la época victoriana de Londres del siglo XIX. Al no tener a nadie que lo acompañe, en el transcurso de seis meses Baelfire se convierte en un vagabundo, y no es sino hasta después de escabullirse en una casa por comida, en donde termina conociendo a Wendy Darling y su familia, quienes deciden acogerle como uno de sus hijos.
Una noche, Wendy le comenta a Baelfire que desde que vino a su hogar, una sombra mágica se apareció ante ellos y les extendió la invitación de viajar a un lugar fantástico donde los niños son libres de la opresión de los padres y no vuelven a envejecer, dicho lugar tiene como nombre Nuncajamás. Baelfire le advierte a Wendy no dejar que la sombra la engañe, revelando que viene de un mundo donde la magia existe y que es la responsable de haber destruido a su familia. Wendy no hace caso de las advertencias del joven y termina escapando con la sombra esa noche. Al día siguiente Wendy regresa, explicándole a Baelfire de que el lugar no es como lo imaginaba, pues al anochecer los niños se lamentan por no estar con sus padres y la sombra no les deja escapar. Wendy explica que ella pudo volver porque la sombra quiere a un varón y al anochecer vendrá por uno de sus hermanos. Decidido a proteger a su nueva familia, Bealfire alienta a los niños Darling el defenderse de la sombra, pero cuando el espectro mágico se revela como un adversario muy poderoso, Baelfire se ofrece para irse con la sombra en lugar de Michael, el hermano menor de Wendy.
La sombra lleva a Baelfire hasta Nuncajamás, pero el niño se las arregla para perder a su captor en el océano, donde termina siendo rescatado por el capitán Garfio en persona y su tripulación.

### En el presente de Storybrooke
Tamara y Greg se reúnen muy temprano en el puerto de Storybrooke para comenzar a enviar las cosas mágicas que robaron a la oficina (entre las cuales están los frijoles mágicos y el gatillo de la maldición oscura), el nombre con el que se refieren a la fuerza de autoridad para la que trabajan. Greg Mendell/Owen Flynn con ayuda de un aparato tortura a Regina con toques eléctricos con tal de averiguar el paradero de su padre Kurt Flynn.
Mientras tanto, en otra parte, Emma y sus padres Mary Margaret y David Nolan buscan en la mansión Mills a Regina, pero solo encuentran que tanto ella como los frijoles no están y que la alarma de la mansión fue abierta de forma manual, dando a entender que alguien se metió en la casa de la villana. Emma de inmediato sospecha que Tamara es quien está detrás de todo y va al apartamento de la misma para averiguar algo. Luego de enterarse por boca de Neal Cassidy/Baelfire de que Tamara no está presente, Emma busca a la sospechosa por la playa hasta que Tamara se aparece frente a los dos como si estuviera trotando por el lugar por coincidencia. A pesar del engaño que recién presenció, Emma sigue firme en sus sospechas y continua su búsqueda con Neal detrás de ella queriendo probar lo opuesto.
Por otra parte David y Mary Margaret buscan la ayuda del Sr. Gold para encontrar una manera de hallar a Regina con un objeto mágico. Gold les da una lágrima de Regina y al combinarla con una de Mary Margaret, el hechicero crea una pócima que le permitirá a la donante de la segunda lágrima ver y sentir lo mismo que Regina y, de esa forma, encontrarla. Al someterse al proceso Mary Margaret sufre los toques eléctricos a los que es sometida la villana.
De regreso en los puertos, Greg y Tamara le revelan a Regina que forman parte de un grupo de personas conscientes de la existencia de la magia, llamados a sí mismo como "Los creyentes" y que el objetivo primordial del grupo es nada más y nada menos que eliminar la magia del mundo. También explican que ya lo han hecho antes y que Storybrooke no es el primer lugar donde la magia ha aparecido en el mundo.
Emma recibe una llamada de sus padres, quienes le dan como única pista del paradero de Regina un lugar con olor a sardinas. La salvadora de inmediato se da cuenta de que la guarida de Tamara es el puerto del pueblo. Emma y Neal se escabullen dentro del puesto de sardinas, lugar donde se enfrentan a Tamara quien se revela como una villana y confiesa no haber amado nunca a Neal, llegando a juntarse con él con tal de conseguir más magia. Poco después Tamara le dispara a Neal y justo cuando se encontraba a punto de matarlo, Emma la derrota. Sin rendirse Tamara abre un portal con un frijol mágico para poder escapar y acabar con sus enemigos. Neal rescata a Emma del portal, pero cae en el en su lugar no sin antes que los dos se declaren su amor mutuo. En otra parte Greg descubre molesto por Regina de que su padre está muerto y enterrado en el lugar de su campamento. Aunque Greg estaba a punto de matar a Regina, es detenido por David y se ve obligado a escapar del lugar.
Más tarde con la ayuda de la magia de la madre superiora, Regina se recupera paulatinamente de sus heridas y revela que los dos forasteros aun tienen bajo su posesión el gatillo que podría destruir por completo a Storybrooke. En el lugar donde está enterrado el cadáver de Kurt Flynn, Greg y Tamara se reúnen para comenzar con su más reciente misión: destruir Storybrooke.

## Recepción

### Audiencia
El episodio tuvo un incremento de audiencia comparado con su emisión anterior, presentando un 2.2/6 entre gente de 18-49 con 7.50 millones de espectadores sintonizándolo.

### Críticas
Hilary Busis de Entertainment Weekly le dio al episodio una crítica positiva, sobre como los escritores le dieron un giro a la historia de Peter Pan, "Se como Kitsis y Horowitz están torciendo esta historia en particular, y sigo esperando ver como continuara repercutiendo en el final de temporada (y la temporada 3) - especialmente porque aún no hemos conocido al mismo Peter."
Oliver Sava de A.V. Club le dio una B+: "Me doy cuenta de que suena increíblemente condescendiente, pero como Batman, Hora de aventura, Korra y las películas de Pixar nos han demostrado, el entretenimientos dirigido a niños puede ser igual de satisfactorio para los adultos. Once Upon A Time no es un show de niños, pero es definitivamente uno para todas las edades. Hay a menudo, bromas de sexo o alguien portando un arma, pero las personas también arrojan frijoles mágicos que se vuelven portales y usan goteros con lágrimas. El episodio de esta semana probablemente empuja a la serie a su territorio más adulto con Regina soportando una tortura de electroshock de Greg Mendel y Tamara, pero vi a muchos niños en la función de Iron Man 3 de este fin de semana y nada de lo visto en “Second Star To The Right” fue peor de lo que había en esa película.
"